# Aurélio Furdela
Aurélio Furdela (Maputo, 12 de Setembro de 1973) é licenciado em História, pela UEM.
Escritor, dramaturgo, guionista e letrista, com livro de estreia De medo Morreu o Susto (conto), publicado pela AEMO. Em 2003, lança a colectânea de crónicas O Golo que Meteu o Arbitro (AEMO) 2006. Em 2012 publica o segundo livro de contos, As Hienas Também Sorriem (AEMO). Está representado nas antologias “Lusofônica La Nuova Narrativa in Língua Portoghese” (2005), com o conto “Da mocidade à Velhice de Lacrina” traduzido para italiano e “A Minha Maputo” (2012), com o conto “Um Homem com 33 Andares na Cabeça”, também inserido na revista brasileira Macondo. Como dramaturgo escreveu e publicou várias peças originais para o programa de teatro radiofónico “Cena Aberta”, da Rádio Moçambique, nas quais destaca-se “Gatsi Lucere”, publicada posteriormente em livro pela AMOLP, 2005. Autor de duas radionovelas, no âmbito do programa N’weti em Moçambique. Como letrista, salienta-se da sua lavra a autoria da canção oficial da X Edição do Festival Nacional da Cultura -2018.
Distinguido com Prémio Revelação de Literatura AEMO/Instituto Camões - 2003; Prémio Revelação de Texto Dramático AMOLP/Instituto Camões - 2003; Prémio Revelação da Revista TVZINE, 2003, Prémio Nacional de Texto Dramático Sobre HIV-2003, promovido pelo Ministério da Cultura. Em 2017 Prémio Literário 10 de Novembro, instituído em homenagem a Cidade de Maputo. 
Aurélio Manuel Furdela é o vencedor da 2.ª edição do prémio Literário Imprensa Nacional Casa da Moeda (INCM)/ Eugénio Lisboa. O Prémio INCM/Eugénio Lisboa contempla a edição da obra vencedora. O júri constituído pelo escritor moçambicano Ungulani Ba Ka Khosa, na qualidade de Presidente, por Teresa Manjate e Paula Mendes, deliberou atribuir o prémio de prosa literária INCM/Eugénio Lisboa ao texto “Saga d’Ouro”, da autoria de Aurélio Furdela, e uma menção honrosa a “Sonhos Manchados, Sonhos Vividos”, de Agnaldo Bata.
Um dos fundadores e actual Girector-Geral da Óptica Texto, Lda. que, é uma sociedade comercial, cujo objecto principal é o agenciamento de autores, criada  por escritores e agentes literários com longa experiência de trabalho em projectos editoriais.

## Obras
- As Hienas Também sorriem
- De Medo Morreu o Susto
- Gatsi Lucere
- O Golo que Marcou o arbitro